# Zahidé Machado Neto
Zahidé Machado Neto (Salvador, 1 de agosto de 1931 - 17 de marzo de 1983) fue una socióloga, investigadora y profesora universitaria brasileña. Profesora de la Universidad Federal de Bahía (UFBA), fue pionera en los estudios feministas sobre la mujer y la condición femenina en Bahía, con especial atención a temas relacionados con el trabajo y la familia. Impartió la primera asignatura feminista en la UFBA, titulada “Sociología de la familia y relaciones entre los sexos” (1974).  

## Biografía
Nació en Salvador en 1931, hija del comerciante Emílio Torres Timoteo y de la farmacéutica Noélia de Vinhaes Torres.Su hermano menor fue el veterinario Geraldo Cezar de Vilháes Torres. 
Iició su carrera de abogada en la Universidad Federal de Bahía (UFBA), donde se graduó en 1955. Se licenció en Ciencias Sociales en la misma institución en 195. En la Universidad de Brasilia (UNB), ingresó a estudios de posgrado y obtuvo la maestría en Ciencias Humanas en 1969, con la disertación Estructura social de los dos Nordestes en la obra literaria de José Lins do Rêgo (1971), que se convertiría en un libro del mismo nombre. 
En el Instituto Central de Ciencias Humanas de la Universidad de Brasilia, fue profesora asistente las materias de Sociología y Sociología Criminal entre 1962 y 1965. Fue profesora asistente del departamento de Sociología de la Facultad de Ciencias Humanas de la UFBA entre 1970 y 1972, convirtiéndose en profesora asistente por concurso en el mismo departamento. En la Universidad Católica del Salvador (UCSAL), entre 1967 y 1968, fue profesora invitada y directora de la carrera de Sociología para el área de ciencias humanas. 

## Carrera
Al poco de finalizar su maestría, se convirtió en profesora del Programa de Posgrado en Ciencias Sociales, con especialización en Sociología, en 1970. Entre 1969 y 1973 fue coordinadora de la carrera de Ciencias Sociales de la misma institución. Entre 1969 y 1970, fue asesora y técnica del comité de implementación de la reforma universitaria de la UFBA, y luego fue quien diseñó y responsable de la implementación del nuevo plan de estudios de la carrera de Ciencias Sociales de la universidad.  
Bajo la dirección de la profesora Eva Alterman Blay, socióloga, profesora y, más tarde, senadora por el estado de São Paulo, Machado Neto inició su doctorado en 1979, en la Universidad de São Paulo . Su proyecto de titulación se tituló Mujer: estructura de existencia y supervivencia   Casada con Antônio Luís Machado Neto, también profesor de la UFBA, jurista, sociólogo, filósofo y abogado, compartió varias obras, libros y coautorías, además de coordinar grupos de estudio e investigación.  

## Feminismo
Uno de los ámbitos en los que más destaca Zahidé es el de los estudios feministas. Su primer trabajo sobre la relación entre la mujer y el mercado laboral en la profesión docente de primaria fue de 1. Impartió el curso pionero "Sociología de la familia y relaciones entre los sexos" en la Universidad Federal de Bahía en 1. Integró el grupo de trabajo “Mujer y Fuerza Laboral” de la Asociación Nacional de Investigación y Posgrado en Ciencias Sociales (ANPOCS). Fue coordinadora del proyecto "La familia en Bahía en el siglo XIX: estatus de la mujer" y profesora invitada en el "Seminario sobre Mujer, Trabajo e Ideología", en la Universidad de París, en 1. Junto a su entonces asesora Luzinete Simões Minella (hoy profesora de la Universidad Federal de Santa Catar), Zahidé publicó el artículo “Mujeres, trabajo y discriminación, estudio piloto en Salvador”, resultado del trabajo realizado en el seminario de París.  
En los Cuadernos de Investigación de la Fundación Carlos Chagas, en 1982, publicó uno de sus artículos más influyentes, "Meninos Trabajadores", sobre el trabajo infantil en Salvador. Estuvo estrechamente vinculada a varios sectores de la educación, como en la implementación de la Facultad de Educación de Feira de Santana y el comité de planificación de la Universidad del Sur del Estado de Bahía, que se convertiría en la Universidad Estatal de Santa Cruz (UESC).  
En el Simposio Mexicano en el Centroamericano de Investigaciones sobre la Mujer, celebrado en 1977, dictó la conferencia “Mujer y Trabajo: un estudio de caso con mujeres que viven en favelas en Brasil”. Fue la representante de Bahía y Brasil en el Seminario Latinoamericano de Programación de los Estudios de la Mujer, auspiciado por la UNESCO, el CNPq y el Centro de Estudios de la Mujer, en la Pontificia Universidad Católica de Río de Janeiro, en noviembre de 1981. 

## Muerte
Falleció prematuramente el 17 de marzo de 1983, a los 51 años, tras sufrir un accidente automovilístico durante el Carnaval.  Su trabajo de doctorado fue interrumpido poco antes de la defensa.  En su honor, el Centro de Documentación, Información y Memoria del Centro de Estudios Interdisciplinarios sobre la Mujer, de la UFBA, lleva su nombre.  En Salvador, en el barrio de Itaigara, la calle Professora Zahidé Machado Neto también lleva su nombre en su honor.